# رودني إم. ديفيس
رودني إم. ديفيس (بالإنجليزية: Rodney M. Davis)‏ هو عسكري أمريكي، ولد في 7 أبريل 1942 في ماكون في الولايات المتحدة، وتوفي في 6 سبتمبر 1967 في محافظة كوانغ نام في فيتنام.